# サンポ

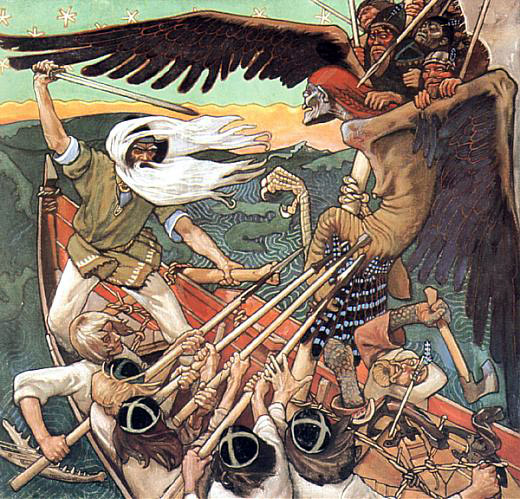
The Defense of the Sampo、アクセリ・ガッレン＝カッレラ作。ポホヨラのサンポを盗み出したワイナミョイネンを襲撃する魔女たちと、それに応戦するワイナミョイネン（『カレワラ』での情景）

サンポ（Sampo あるいはサンマス Sammas）とは、フィンランド神話に出てくる、持つ者に幸福をもたらす神秘的な人工物である。ただし、それが何であるかは誰も知らない。
『カレワラ』でのエリアス・リョンロートの解釈によると、それは何もない所から小麦粉と塩と金を作る機械であった。そのほか、世界を支える柱（もしくは木）、コンパスやアストロラーベ（古代の天体観測機）、宝物の入ったチェスト、コンスタンチノープルからヴァイキングによって盗まれた巨額の金などの諸説が唱えられている。

## 『カレワラ』におけるサンポ

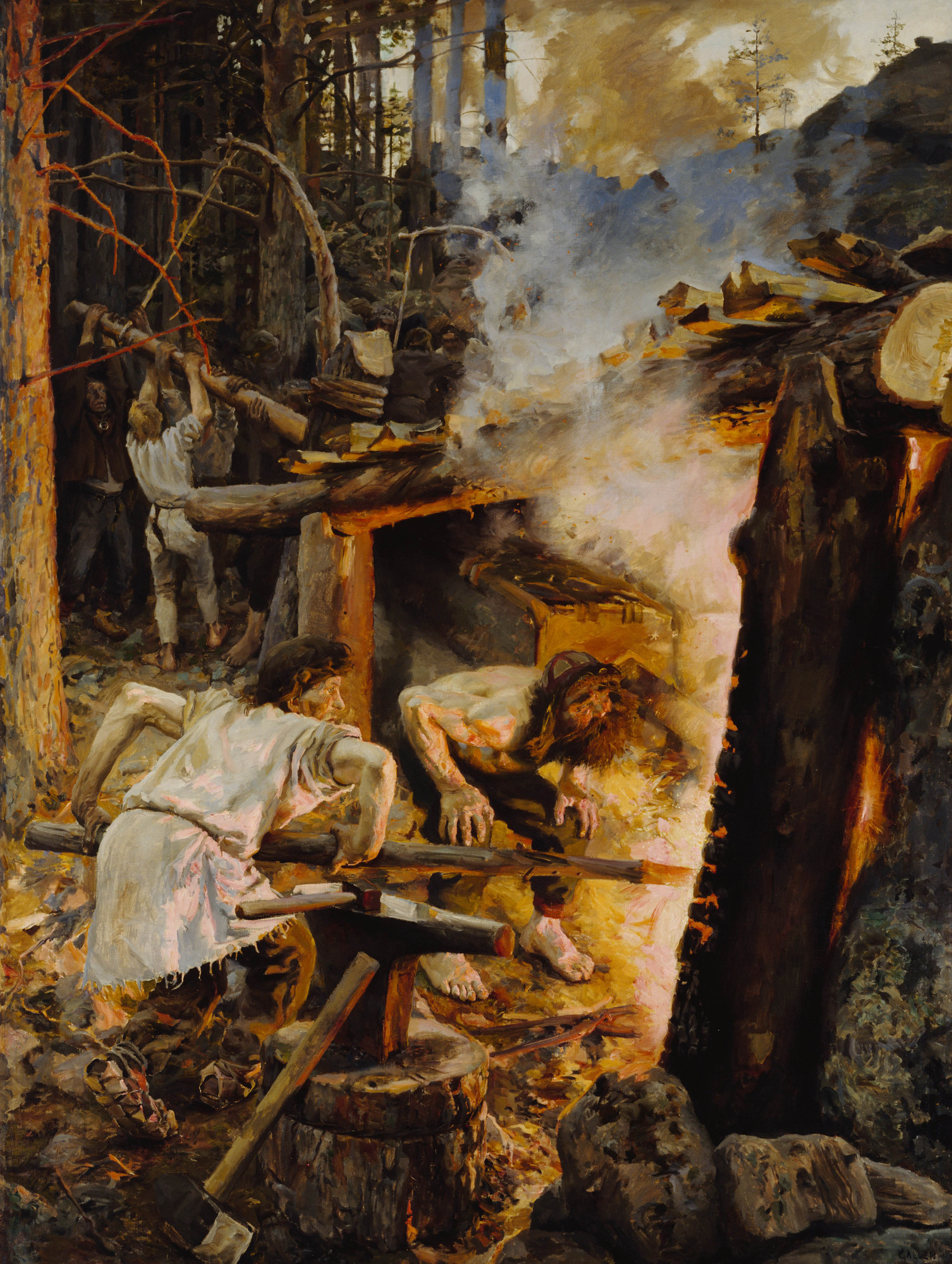
『サンポの鋳造』 (The Forging of the Sampo)アクセリ・ガッレン＝カッレラ作

サンポは、フィンランド叙事詩の『カレワラ』の中で、非常に重要な要素である。『カレワラ』は、1835年にそれまで口伝で伝えられてきた伝説をベースにエリアス・リョンロートによって編纂された叙事詩である（1849年に拡張した。）
『カレワラ』の拡張版では、サンポはイルマリネン（伝説的な鍛冶屋）によって、ポホヨラの主人（ロウヒ）の娘を得るためのお返しとして、作り出された。それによってポホヨラは大いに潤ったが、ロウヒは約束を反故にして娘を渡さなかった。様々な経緯の後、ワイナミョイネンやイルマリネンらはサンポの奪回をおこなう。結果として奪回には成功するが、持ち帰る途中でロウヒらの追撃に合う。サンポは粉々になって海に散らばり、それが流れ着いた地に幸せをもたらしたという。
『カレワラ』におけるサンポは、その中で何度かその形状や働きが記されているが、そこにはかなりの混乱が見られる。